# Inga Arvad
Inga Arvad (6. oktober, 1913 – 12. december, 1973) var en dansk journalist, senere amerikansk statsborger, der er kendt for at have været Adolf Hitlers gæst under Sommer-OL 1936 og for sit forhold med John F. Kennedy i 1941-42.